# Муди, Бен
Бенджамин Роберт Муди (англ. Benjamin Robert Moody, более известен как Бен Муди (англ. Ben Moody); 22 января 1981, Литл-Рок, Арканзас, США) — американский музыкант и музыкальный продюсер, бывший гитарист и один из основателей рок-группы Evanescence. Сотрудничал с такими исполнителями как Анастейша, Селин Дион, Келли Кларксон, Аврил Лавин в качестве продюсера и автора текстов и музыки. 9 июня 2009 года выпустил дебютный сольный альбом All for This. С июня 2009 года является участником группы We Are the Fallen. С 2012 года — гитарист коллектива The Halo Method.

## Биография
Бен Муди родился 22 января 1981 года в Литл-Роке. В 1994 году во время отдыха в молодёжном лагере познакомился со своим будущим товарищем по коллективу Evanescence Эми Ли. Тогда Муди оценил вокальные данные Ли, исполнявшей одну из песен Мита Лоуфа под фортепианный аккомпанемент. В 1995 году совместно с Эми Ли образовал Evanescence. По словам самого музыканта, в составе группы на нём лежала ответственность за написание музыки к композициям; при этом Муди отмечает, что вместе с Ли, занимавшейся преимущественно текстами песен, он никогда не работал. Бен покинул Evanescence 22 октября 2003 года перед очередным концертом европейского тура группы в Берлине. В середине декабря 2008 года в Интернет был выложен бесплатный мини-альбом музыканта Mutiny Bootleg EP. В 2012 году совместно с Дэйвом Бакнером и Лукасом Росси основал супергруппу The Halo Method.

## Краткий список основных работ

### Музыка
1. The Void — «The Blitzkrieg Theme» (2000)
2. Various Artists — «Forever in Our Hearts» (песня для Tsunami Relief, 2004, гитара)
3. Jason Miller — «The Wicker Man» (All-Star Tribute To Iron Maiden, Release TBA, гитара)
4. Обитель зла: Апокалипсис — «Fight the Power» (не стал саундтреком, 2004)
5. Бен Муди при участии Джейсона Миллера и Джейсона Джонса — «The End Has Come» (саундтрек к фильму «Каратель», 2004)[7]
6. Drowning Pool — «Step Up»
7. Trading Yesterday — «Only Human, Only God» («Страсти Христовы», Unreleased, 2004)
8. Келли Кларксон — «Because of You», «Addicted» (Breakaway, 2004)
9. Dave Fortman — «The Blank Theory»
10. Аврил Лавин — «Nobody’s Home» (Under My Skin, 2004)
11. Анастейша — «Everything Burns» 2005
12. Bo Bice — My World (The Real Thing) 2005
13. Линдси Лохан — Fastlane, Edge of Seventeen (A Little More Personal (Raw)) 2005
14. «Zombies Ate My Mom» («Зомби съели мою маму») 2005
15. Godhead — продюсирование альбома The Shadow Line (2006)
16. Селин Дион — продюсирование альбома Taking Chances (2007)
17. Daughtry — «What About Now» (Daughtry, 2008)
18. Бен Муди — Mutiny Bootleg E.P. (2008, демо)
19. Бен Муди — All for This (2009)
20. Daughtry — «Open Up Your Eyes» (Leave This Town) (2009)
21. Hana Pestle — продюсирование альбома This Way (2009)
22. Flyleaf — «Arise» (Ben Moody Mix) (2010)
23. Бен Муди — You Can't Regret What You Don't Remember (2011)
24. Crystal Ignite — Everything You Break (featuring Ben Moody) (2017)

### Кино
1. Обитель зла: Апокалипсис — Зомби, 2004
2. Drowning Pool: Step Up — эпизодическая роль в клипе, 2004
3. Dead And Gone — Booger Rose, 2008